# BorgWarner
BorgWarner Inc. es un proveedor automotriz estadounidense con sede en Auburn Hills, Míchigan. La empresa cuenta con plantas de producción y centros técnicos repartidos en 93 ubicaciones de 22 países y en 2022 empleaba a 49 000 personas aproximadamente en todo el mundo. BorgWarner es uno de los 25 proveedores automotrices más grandes del mundo. Frédéric Lissalde fue nombrado director ejecutivo de BorgWarner Inc. el 1 de agosto de 2018.

## Historia
Fundada como Morse Equalizing Spring Co. en 1880, la empresa se convirtió en Borg-Warner Corporation por fusión.
En 1912, Julius Behr y Albert Ruprecht, combinando sus conocimientos, crearon la empresa BERU AG en Alemania, que se convertiría en BorgWarner BERU Systems, que desarrolló y produjo un innovador sistema de encendido del motor que mejoraba el arranque en frío de los motores diésel.
La empresa se originó en 1928 a partir de la fusión de Warner Gear (fundada por Thomas Warner en 1901), Borg & Beck (fundada por Charles Borg y Marshall Beck en 1903) y Marvel Schelber Carburetor Co (fundada en 1905 por George Schebler) y Mechanics Universal Joint Co. La  compañía se hizo conocida como la proveedora de la caja de cambios Warner Gear con overdrive para numerosos automóviles de los años 1930 y por desarrollar la transmisión automática de tres velocidades introducida en los años 1950 para Studebaker, junto con el carburador Holley bajo la marca Borg & Beck. Seguirían otras innovaciones importantes para toda la industria automotriz, como la transmisión y los turbocompresores "Ford-O-Matic" en la década de 1950.
El nombre Warner Gear todavía se usa en las transmisiones industriales y marinas de Borg Warner bajo la marca Velvet Drive, que se vendió en 1995 a Regal-Beloit Corporation, que utilizó la denominación "Velvet Drive Transmissions".
También desarrolló un turbocompresor de geometría variable en colaboración con Porsche, la turbina VTG utilizada en el Porsche 997. Grupo Volkswagen desde 1999 y Peugeot, Ford Motor Company y Renault desde 2002 se convirtieron en los principales clientes de los turbocompresores K-Series de BorgWarner.
En 2006, se adquirió la división europea de controles de motor y transmisión de Eaton Corporation en Mónaco.
La compañía tiene su sede en Auburn Hills, Míchigan.

## Actividad

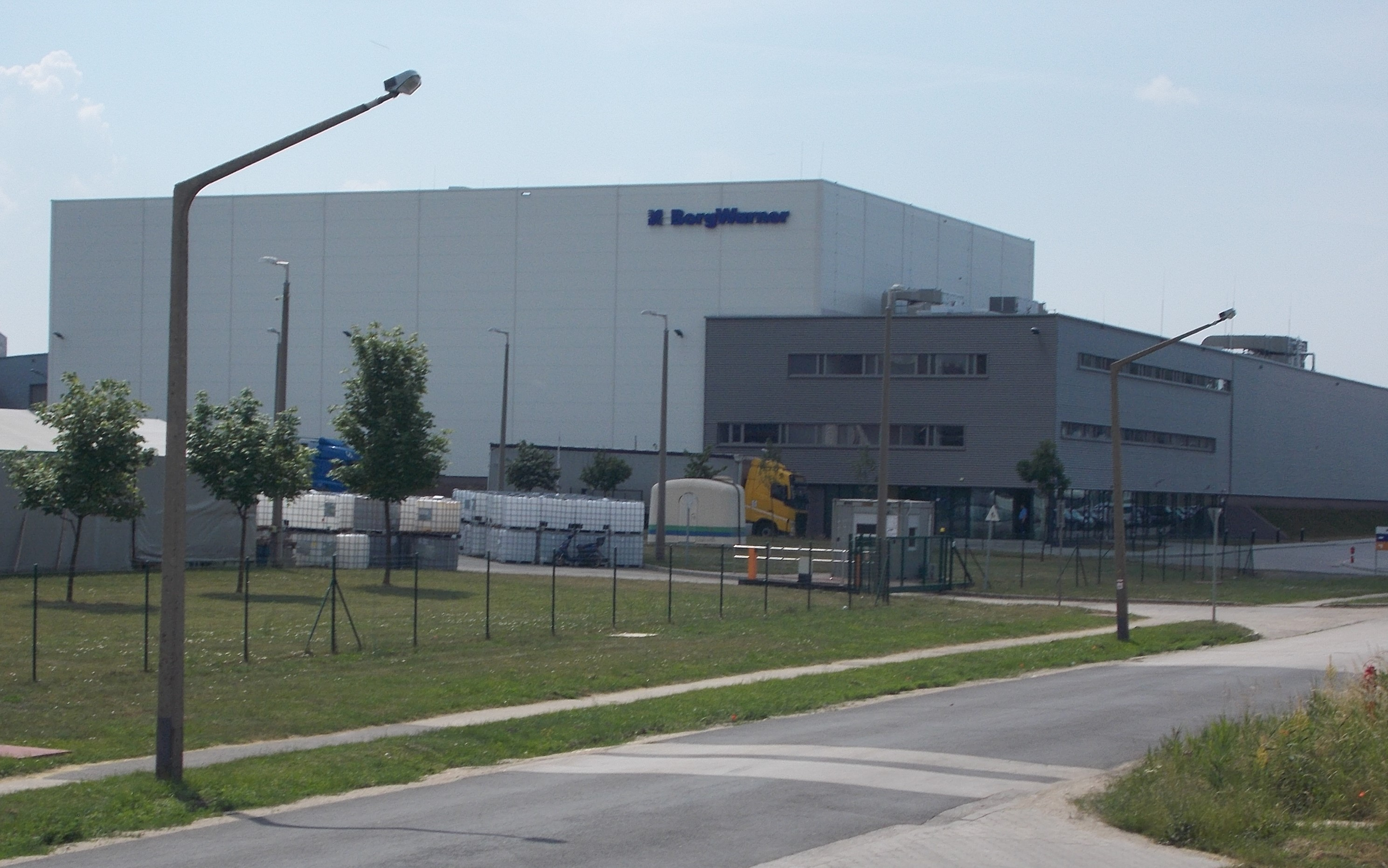
Instalaciones en Hungría en 2018

En enero de 2020, BorgWarner anunció la adquisición de Delphi Corporation por US$3 300 000 000 (equivalente a $3 885 148 515 en 2023).
También en 2020, reportó ingresos por US$10 200 000 000 (equivalente a $12 008 640 864 en 2023), un beneficio de explotación por US$618 000 000 (equivalente a $727 582 358 en 2023) y activos totales por US$16 029 000 000 (equivalente a $18 871 225 923 en 2023).
BorgWarner tiene subsidiarias y fábricas tanto en América del Norte como en Europa, especialmente en Alemania y en Asia y cuenta en su cartera de clientes no solamente con los tres fabricantes de automóviles estadounidenses y casi todos los fabricantes europeos, sino también con empresas de Asia, gracias en particular a su experiencia en transmisiones automáticas.
La empresa tiene centros de producción en Alemania, Hungría, Polonia, España, Portugal, Francia, Irlanda, Suecia, Reino Unido, Italia y Luxemburgo.
Antes de la adquisición de Delphi Technologies, la única fábrica francesa de la compañía estaba ubicada en Eyrein, cerca de Tulle. Después de haber tenido más de 600 empleados a principios de los años 2010, la empresa anunció el cierre de las instalaciones para marzo de 2022. Solamente se ha mantenido la fábrica de Blois, en Loir y Cher, dedicada a la producción de inyectores Diésel y el desarrollo de sistemas de inyección de hidrógeno.
En febrero de 2022, se anunció que BorgWarner había adquirido Santroll Automotive Components, una subsidiaria del negocio eMotor de la empresa china Santroll, por unos 1 400 000 000 ¥.

## Productos

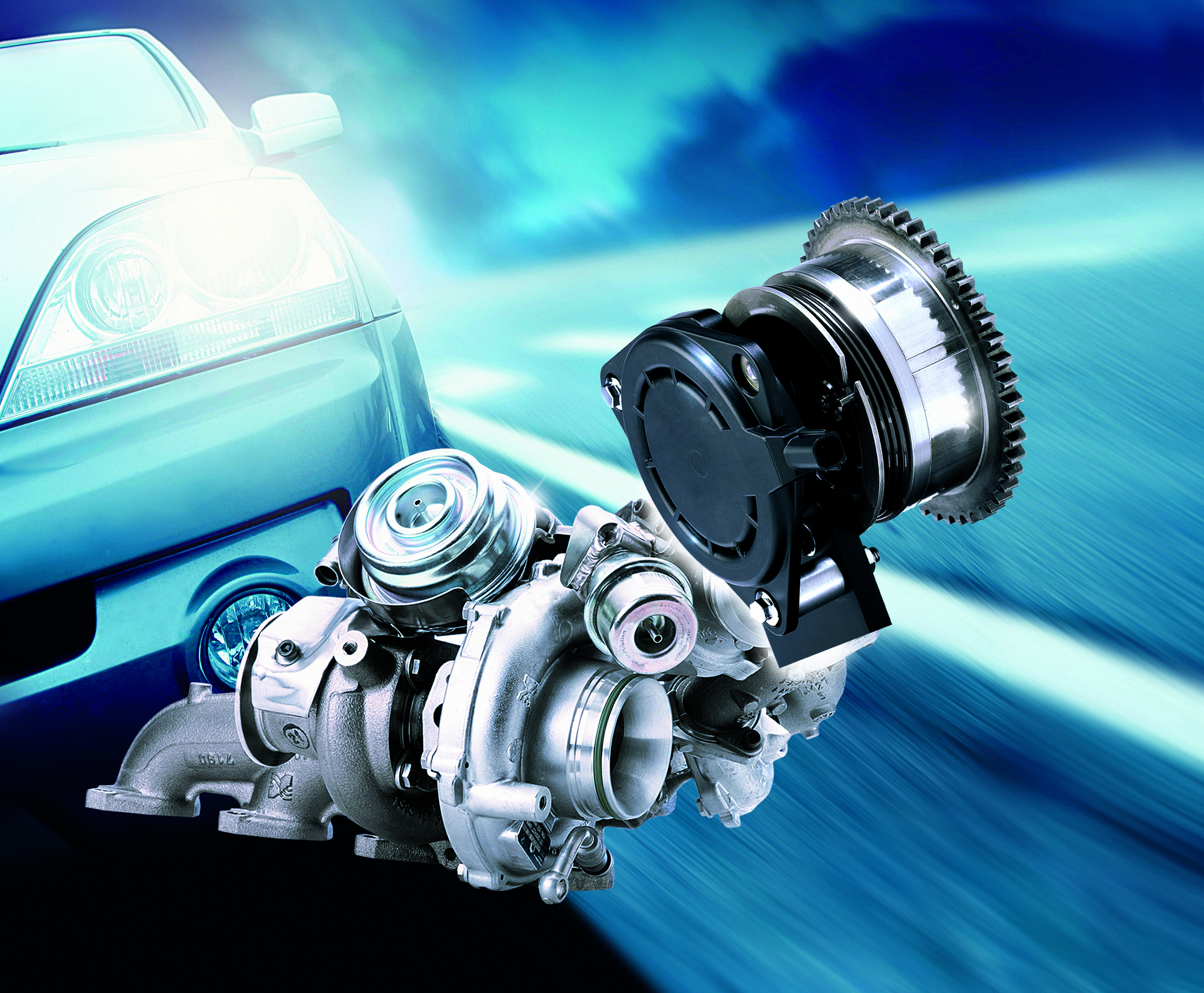
Turbo de BorgWarner, uno de los productos más conocidos de la compañía

BorgWarner divide sus productos en tres divisiones principales: tecnologías de tren motriz para vehículos eléctricos, vehículos híbridos y con motor de combustión interna, así como equipos de gestión de aire, propulsión, transmisión electrónica e inyección de combustible. Además, la empresa también ofrece aplicaciones para vehículos comerciales ligeros, medianos y pesados y también para la industria automotriz. También gestiona una amplia cartera de servicios de posventa.

### Tecnologías para vehículos eléctricos
- Módulos y paquetes de baterías.
- Controladores.
- Cajas de cambios servoeléctricas.
- Motores eléctricos: motores de alta tensión con imanes permanentes.
- E-Axes (Módulo de accionamiento eléctrico integrado).
- Electrónica de potencia.
- Gestión del calor (equipos de alto voltaje y baterías).[18]

### Tecnologías para vehículos híbridos
- Controladores.
- Sensores.
- Tecnologías de accionamiento eléctrico.[19]
- Gestión de escapes.
- Inyección de combustible.
- Electrónica de potencia.
- Arquitecturas híbridas P0, P1, P2,[20] P3, P4 y PS.
- Gestión térmica (baterías y equipos, ventiladores de 48 V).[21]

### Tecnologías para vehículos con motores de combustión interna
- Sistemas de distribución y control de par, por ejemplo: embragues, distribuidores de transmisión y sistemas 4x4.
- Tracción total y sistemas de eje transversal.[22]
- Tecnologías de propulsión.
- Controladores.
- Sensores.
- Sistemas de control de motores, por ejemplo: correas de distribución.
- Gestión de gases de admisión y escape, tales como: módulos y válvulas de recirculación de gases de escape (EGR).
- Sistemas de inyección de combustible.
- Tecnología de encendido (bobinas de encendido y bujías de precalentamiento).
- Gestión térmica de motores.
- Tecnologías de engranajes, tales como embragues multidisco y piñones libres.
- Sistemas de distribución de válvulas (ajuste de fase accionado por pares de levas).[23]

## Trofeo BorgWarner
- Desde 1936,[24][25] la empresa ofrece un premio anual para el ganador de las 500 Millas de Indianápolis en memoria del piloto de origen austriaco Louis H. Schwitzer,[26] quien ganó la primera edición en 1909.[5]